# 啓
啓（けい）は、夏朝の第2代帝。子に帝太康および帝中康がいるほかに、少なくとも5人の男子がいる。『墨子刊誤』によると、元々は開という名であったが、漢代に諱を避けて啓と呼ばれるようになったという。
『竹書紀年』によれば、39年間帝であり、78歳で没したという。
禹はもともと帝位を益に譲ろうとしていた。禹の死後、益は帝位を受けずに、啓を帝にしようとした。諸侯も、益のもとを去り、啓のもとに行ったため、啓は帝位に就いた。しかし、益が実際に帝位に就いたが、啓が益を殺して、帝位に就いたという説も有る。
啓の在位中、諸侯であり異母兄の有扈氏が従わなかったため、甘において、有扈氏と戦って勝利した。この戦いの前に、啓は六卿の前で、「甘誓」を披露した。この「甘誓」は『書経』に残されているが、本当に啓が作ったものなのかは非常に疑わしい。有扈氏は実は益の支持者であったという説もある。